# Bleptina carlona
Bleptina carlona är en fjärilsart som beskrevs av William Schaus 1916. Bleptina carlona ingår i släktet Bleptina och familjen nattflyn. Inga underarter finns listade i Catalogue of Life.